# Ripabottoni
Ripabottoni là một đô thị ở tỉnh Campobasso trong vùng Molise thuộc nước Ý, có vị trí cách khoảng 20 km về phía đông bắc của Campobasso. Tại thời điểm ngày 31 tháng 12 năm 2004, đô thị này có dân số 644 người và diện tích là 31,9 km².
Ripabottoni giáp các đô thị: Bonefro, Campolieto, Casacalenda, Monacilioni, Morrone del Sannio, Provvidenti, Sant'Elia a Pianisi.